# Chợ trời

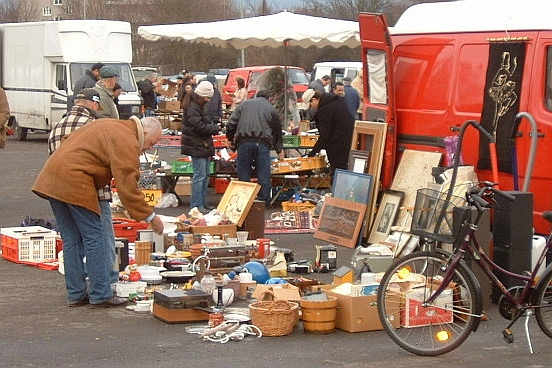
Chợ trời ở Đức

Chợ trời hay chợ giời là khu chợ mở ngoài trời với tính chất tự phát, nơi mọi người đến để bán hoặc trao đổi hàng hóa. Chợ trời thường không có các gian hàng cố định mà hàng hóa thường được bày trên bàn, trải dưới đất, treo trên giá ở ngoài trời.
Hàng tại chợ trời thường rẻ và có chất lượng đa dạng, thường là đồ cũ, đồ cổ, hoặc hàng mới nhưng rẻ tiền. Một số chợ trời còn là nơi bán phim/đĩa nhạc lậu, hàng nhái đủ loại từ quần áo, giày dép, túi xách, nước hoa, v.v.. Một số chợ còn tổ chức các hoạt động hội hè, âm nhạc để thu hút khách đến chợ.
Tại nhiều nước phương Tây, chợ trời chỉ mở vào thứ bảy, đi chợ trời là một trong các thú tiêu khiển ngày cuối tuần tại những nước này.